# Edmund Moiret

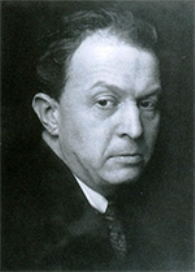
Edmund Moiret

Edmund Moiret, ungarisch Ödön Moiret (* 2. März 1883 in Budapest; † 12. Dezember 1966 in Wien) war ein ungarischer Bildhauer und bildender Künstler, der seit 1920 in Österreich lebte und wirkte.

## Leben
Moiret studierte in Budapest bei Albert Schickedanz, an der Akademie der bildenden Künste Wien bei Edmund Hellmer (1902) und Hans Bitterlich sowie an der Académie royale des Beaux-Arts de Bruxelles in Brüssel bei Herman Richir. 1910 erhielt er den Harkanyi-Preis und 1911 den Franz-Josefs-Jubiläumspreis der Stadt Budapest. 1911 wurde er Zeichenprofessor an der Budapester Universität, 1915 war er an der dortigen Gewerbezeichenschule tätig. 1920 übersiedelte er nach Wien, wo er bis zu seinem Tode blieb. Hier wurde er 1941 Mitglied des Künstlerhauses, wo er 1948 mit deren Goldener Medaille ausgezeichnet wurde.
Moiret war mit Cornelia Chioreau verheiratet und wurde nach seinem Tod auf dem Wiener Zentralfriedhof bestattet.

## Werk

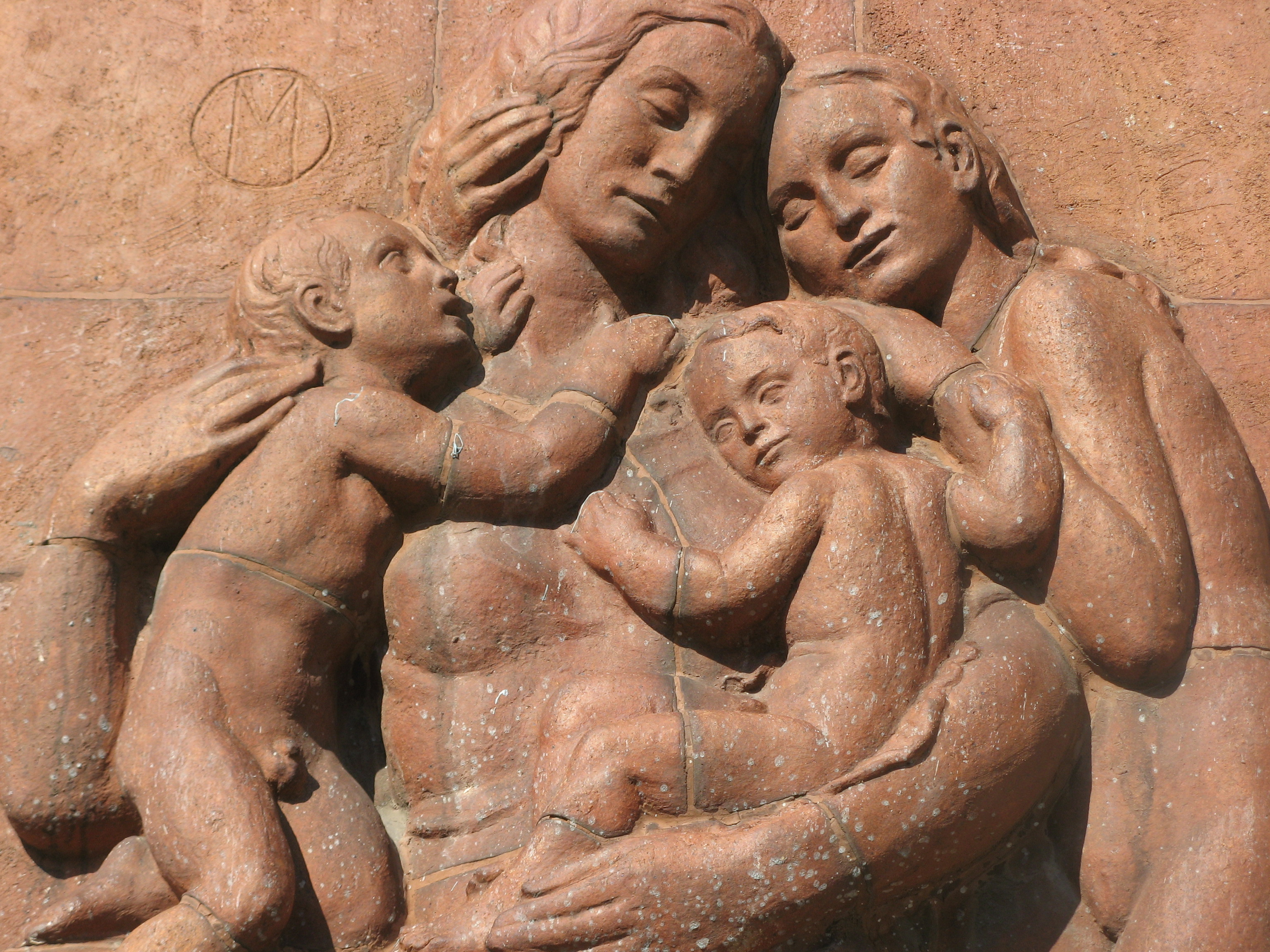
Mutter mit Kind (1951), Ettenreichgasse 42–44, Wien 10

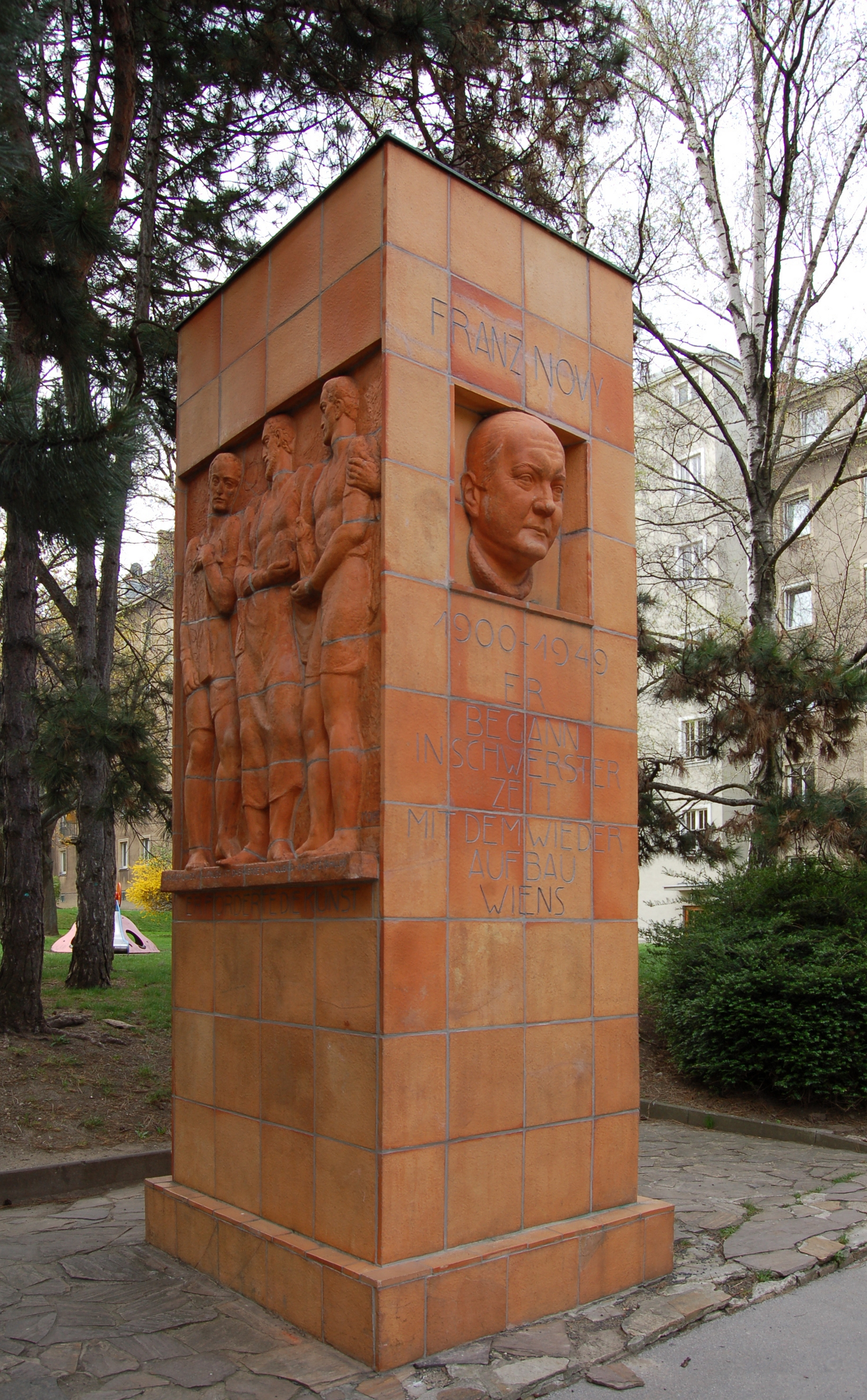
Franz-Novy-Denkmal (1959), Wien 16

Moiret schuf Denkmäler, Plastiken, Reliefs, Medaillen und Plaketten, wie auch Zeichnungen, und nahm an zahlreichen Ausstellungen teil. Stilistisch war er einem um Harmonie bemühten Klassizismus verbunden. Aus seinen Werken spricht eine oft mystische Religiosität.
- Erwachen (Budapest, Ungarische Nationalgalerie)
- Plakette Ignaz Semmelweis
- allegorische Reliefs, Magyar Nemzeti Bank, Szabadság tér (1905)
- Maria Magdalena, Ungarische Nationalgalerie, Budapest (um 1909)
- Porträt einer Frau, Ungarische Nationalgalerie, Budapest (vor 1911)
- Leda, Ungarische Nationalgalerie, Budapest (1912)
- Hl. Georg als Ritter, Ungarische Nationalgalerie, Budapest (1912)
- Blumiges Budapest, Ungarische Nationalgalerie, Budapest (1912)
- Grabdenkmal für Albert Schickedanz, Friedhof an der Fiumer Straße, Budapest (1915)
- Kriegerdenkmal, Kötegyán (1938)
- Terrakottarelief Mutter mit Kindern, Ettenreichgasse 42–44, Wien 10 (1951)
- Terrakottarelief Erhebet die Herzen, Rasumofskygasse / Landstraßer Hauptstraße, Wien 3 (1956)
- Terrakottarelief Das Nest – Mutter mit Kindern, Färbergasse 8, Wien 1 (1956)
- Keramikpfeiler mit Büste für Franz Novy, Franz-Novy-Hof, Wien 16 (1959)